# Margareta Heinrich
Margareta Heinrich (* 1951 in Deutschkreutz; † 1994 in Wien) war eine österreichische Filmregisseurin.

## Leben
Geboren in einem kleinen Ort direkt an der österreichisch-ungarischen Grenze zog es sie schon früh nach Wien, wo sie an der Filmakademie Wien Drehbuch und Regie studierte. Schon während dieser Zeit begann sie sich vor allem für politische und feministische Themen zu interessieren. 1975 entstand ihr erster Film Wo sein Babsy?, 1978 der Spielfilm Zwielicht nach einer Erzählung von Ingeborg Bachmann. Ihre Dokumentarfilme führten sie vor allem in die Dritte Welt, nach Nicaragua und Mosambik. 1988 wurde sie für ihren Spielfilm Durch Dick und Dünn mit dem Ernst-Neuberg-Preis ausgezeichnet. 1992 entstand der Spielfilm Ihr glücklichen Augen, wiederum nach einer Erzählung von Ingeborg Bachmann mit Cornelia Köndgen und Peter Sattmann in den Hauptrollen. Ihr letzter Film Totschweigen, ein Dokumentarfilm über das Massaker von Rechnitz lief auf vielen internationalen Festivals und wurde 1995 mit dem Prix Futura Berlin ausgezeichnet. Das Thema dieses Films wurde 14 Jahre später von Elfriede Jelinek aufgenommen. Es entstand das Theaterstück Rechnitz (Der Würgeengel).
Am 25. Februar 1994 nahm sich Margareta Heinrich das Leben.
2016 wurde im 10. Wiener Gemeindebezirk Favoriten der Margareta-Heinrich-Weg nach ihr benannt.

## Auszeichnungen (Auswahl)
- 1988: Ernst-Neuberg-Preis
- 1995: Prix Futura Berlin

## Filmografie (Auswahl)

### Spielfilme
- 1979: Zwielicht
- 1986: Durch dick und dünn
- 1993: Ihr glücklichen Augen

### Dokumentarfilme
- 1980: La Esperanza – Hoffnung nach Jahren des Elends (Dok.)
- 1981: Der Traum des Sandino (gemeinsam mit Rudi Palla)
- 1983: Ich habe viele Leben gelebt. Alexandra Kollontai – Ein Portrait (gemeinsam mit Ullabritt Horn)
- 1983: Genossinnen (gemeinsam mit Ullabritt Horn)
- 1984: No Pasaran – Sie kommen nicht durch (gemeinsam mit Rolf Oerter)
- 1987: Mund auf, Augen zu (gemeinsam mit Ullabritt Horn)
- 1990: Ist der Teufel wirklich ein Kind? (gemeinsam mit Margit Niederhuber)
- 1994: Totschweigen (gemeinsam mit Eduard Erne)